# Шилитаун
Шилитаун (англ. Sheelytown) — исторический район в Южной Омахе, штат Небраска, который был населён ирландскими, польскими и другими иммигрантами. Расположенный к северу от промышленных площадей компании Union Stockyards, он был ограничен бульваром Эдварда Крейтона на севере, Винтон-стрит на юге, Южной 24-й улицей на востоке и 35-й улицей на западе. Шилитаун был назван в честь упаковочных мастерских братьев Шили, которые располагались в этом районе. К востоку от Шилитауна, за железнодорожными путями Union Pacific, находился городской квартирмейстерский склад.

## История
Джозеф Шили руководил мясокомбинатом Sheely Packing Company, расположенным рядом с железнодорожными путями к юго-востоку от Хэнском Парка. Рабочие его предприятия занимали фабричный посёлок, расположенный непосредственно рядом с заводом, который был назван в честь их босса. Шилитаун был впервые заселен ирландцами, которые приехали в 1860-х и 1870-х годах для работы на скотных дворах и мясокомбинатах. Позже, когда прибыли польские и чешские иммигранты, они также поселились в Южной Омахе и Шилитауне. Последний представлял собой рабочий и бедный район, который более богатые жители Омахи часто считали грязным и «нецивилизованным». Он был присоединён к Омахе в 1887 году. В первые десятилетия XX века в Шилитауне существовала должность мэра; одним из них был Никодимус Даргачевский, который был союзником боссов Джеймса Далмана и Тома Деннисона.
Также в начале XX века члены методистской епископальной церкви Хэнском Парка, которые были обеспокоены «беззаконием и нищенским поведением» рабочих из соседнего района, стали устраивать вечера танцев, чтобы конкурировать с «беспутными заведениями» в Шилитауне. Танцы обычно раздражали местных жителей, но постоянно проводились в течение многих лет.